# Distretto metropolitano di Tamale
Il distretto metropolitano di Tamale (ufficialmente Tamale Metropolitan Assembly, in inglese) è un distretto municipale della regione Settentrionale del Ghana.